# Pécs főispánjainak listája
Pécs szabad királyi város főispánjai 1871–1950
| Név | Beosztás                                             | Hivatali idő                             |
| --- | ---------------------------------------------------- | ---------------------------------------- |
| Zuber József | főispán                                              | 1871. július 17. – 1874. december 22.    |
| Perczel Miklós - 1868-tól Baranya vármegye főispánja.                                                                                       | főispán                                              | 1875. január 5. – 1887. április 10.      |
| Kardos Kálmán - Egyidejűleg Baranya vármegye főispánja is                                                                                   | főispán                                              | 1887. április 10. – 1896. december 17.   |
| Fejérváry Imre, komlóskeresztesi báró - Egyidejűleg Baranya vármegye főispánja is                                                           | főispán                                              | 1897. március 7. – 1905. december 27.    |
| Erreth János | főispán                                              | 1906. április 23. – 1910. február 12.    |
| Visy László, nagyatádi (Névváltozat: Jobst László)                                                                                          | főispán                                              | 1911. június 30. – 1917. június 14.      |
| Benyovszky Móric, benyói és urbanói gróf - Baranya vármegye és Pécs                                                                         | főispán                                              | 1917. július 7. – 1918. november 22.     |
| Oberhammer Antal | főispáni teendők ellátásával megbízott kormánybiztos | 1918. november 22. – 1919. január 28.    |
| Gosztonyi Gyula, krencsi és gosztonyi, illetve kövesszarvi                                                                                  | főispáni teendők ellátásával megbízott kormánybiztos | 1920. március 31. – 1921. szeptember 30. |
| Kiszely Gyula - Baranya vármegye és Pécs | főispáni teendők ellátásával megbízott kormánybiztos | 1921. szeptember 27. – 1921. október 10. |
| Keresztes-Fischer Ferenc - Baranya vármegye és Pécs                                                                                         | főispán                                              | 1921. október 10. – 1931. augusztus 24.  |
| Szapáry Lajos, muraszombati, széchyszigeti és szapári gróf - Egyidejűleg Somogy vármegye főispánja - Egyidejűleg Baranya vármegye főispánja | főispán                                              | 1931. október 23. – 1935. március 8.     |
| Benyovszky Móric, benyói és urbanói gróf - Baranya vármegye és Pécs                                                                         | főispán                                              | 1935. március 8. – 1936. február 4.      |
| Horvát István - Baranya vármegye és Pécs | főispán                                              | 1936. február 12. – 1938. március 18.    |
| Nikolits Mihály - 1943. január 20. – 1945. január 20. Baranya vármegye főispánja is.                                                        | főispán                                              | 1938. március 18. – 1945. január 20.     |
| Boros István - Baranya vármegye és Pécs | főispán                                              | 1945. január 4. – 1945. december         |
| Münnich Ferenc | főispán                                              | 1945. december 8. – 1946. július         |
| Boros István | főispán                                              | 1946. július – 1947. november 12.        |
| Gyetvai János - Baranya vármegye és Pécs | főispán                                              | 1947. november 12. – 1949. február       |
| Bors Antal - Baranya vármegye és Pécs | főispán                                              | 1949. február – 1949. július             |
| Bobánovics Jenő - Baranya vármegye és Pécs                                                                                                  | főispán                                              | 1949. július – 1950. március 15.         |

## Forrás
- ↑ Nagy Imre Gábor, 2007: Nagy Imre Gábor: Baranya vármegye főispánjai (1688−1950). In: Baranyai történelmi közlemények 2. A Baranya Megyei Levéltár Évkönyve, 2006−2007 (BML, 2007) 79−160. o.
- Baranyai neves személyek. Csorba Győző Könyvtár, Pécs — Baranyai Digitár keresője